# Półwysep Beethovena
Półwysep Beethovena (ang. Beethoven Peninsula, hiszp. Península Beethoven) – pokryty lodem półwysep, południowo-zachodni kraniec Wyspy Aleksandra na Antarktydzie.

## Położenie
Półwysep Beethovena tworzy południowo-zachodni kraniec Wyspy Aleksandra u południowo-zachodnich wybrzeży Półwyspu Antarktycznego. Ma ok. 60 mil (100 km) długości i 60 mil (100 km) szerokości w najszerszym miejscu.

## Historia
Odkryty i sfotografowany w 1940 roku w trakcie lotu zwiadowczego w ramach ekspedycji badawczej Richarda Byrda (1939–1941), która sporządziła pierwszą mapę południowo-zachodniej części Wyspy Aleksandra. Sfotografowany ponownie podczas zrealizowanej w latach 1947–1948 ekspedycji Finna Ronne (1899–1980) (ang. Ronne Antarctic Research Expedition (RARE)). Na podstawie zdjęć RARE, Falkland Islands Dependencies Survey (FIDS) sporządziła nowe mapy w 1960 roku. Wówczas półwyspowi nadano nazwę na cześć niemieckiego kompozytora Ludwiga van Beethovena (1770–1827) – w regionie wiele obiektów geograficznych ma nazwy upamiętniające kompozytorów. Kolejne mapy półwyspu powstały w 1973 roku na podstawie zdjęć wykonanych w ramach programu Landsat. Na półwyspie znajduje się dziewięć nunataków.